# Nicolas de Catinat
Nicolas de Catinat de La Fauconnerie, seigneur de Saint-Gratien, né le 1er décembre 1637 à Paris (paroisse Saint-Benoît-le-Bétourné) et mort le 22 février 1712 à Saint-Gratien, est un militaire français du XVIIe siècle. Il prend part aux principaux conflits impliquant la France sous le règne de Louis XIV, guerre de Hollande, guerre de la Ligue d'Augsbourg et guerre de Succession d'Espagne, ce qui lui vaut d'être élevé à la dignité de maréchal de France (1693).

## Biographie
Nicolas de Catinat naît le 1er décembre 1637 rue de la Sorbonne à Paris et il est baptisé le lendemain, 2 décembre 1637, en l'église Saint-Benoît-le-Bétourné. Issu d’une famille de la petite noblesse du Perche, fils de Pierre II de Catinat, seigneur de la Fauconnerie, de Blavou, du Bourgis et de Mauves, magistrat, doyen des conseillers du Parlement de Paris, et de Catherine-Françoise Poisle, et neveu du maire de Tours Georges Catinat, il quitte dans sa jeunesse le barreau pour les armes : Catinat rejoint les Gardes françaises en 1660 et gravit tous les échelons du commandement. 
En 1667, il se distingue lors de l'attaque de la contrescarpe au siège de Lille et reçoit du roi une lieutenance dans le régiment des gardes. Blessé à la bataille de Seneffe, il sert avec distinction pendant la guerre de Hollande en 1676-1678. En mai 1679, il devient capitaine et commande le détachement qui enlève près de Turin le comte Mattioli, secrétaire d'État du duc de Mantoue, convaincu d'avoir joué un double jeu et dupé Louis XIV. 
Maréchal de camp en 1680, il est employé contre les Vaudois en 1686 et nommé lieutenant général en 1688. Après avoir pris part au siège de Philippsbourg au commencement de la guerre de la Ligue d'Augsbourg, il est nommé commandant en chef en 1690. Le 18 août 1690, il remporte la victoire de Staffarde contre l'Espagne et la Savoie, le jour suivant il occupe Saluces et le 18 novembre 1690, Suse. Le 4 octobre 1693, il gagne la bataille de La Marsaille contre le duc de Savoie. Cette série de revers savoyards n’empêcha ni l'invasion du Dauphiné ni l'imposition à la France par la Savoie d'une paix séparée en 1696, qui coûta à Louis XIV la restitution de Pignerol au duc de Savoie.      
Néanmoins, Catinat reçoit le bâton de maréchal de France le 27 mars 1693 comme prix de ces exploits. 
Responsable des opérations en Italie au début de la guerre de Succession d'Espagne, il a à combattre le prince Eugène ; en dépit du relatif bon état de l'armée, comparé au mauvais état de celle ennemie, désargentée et manquant de subsistances, l'opposition qu'il rencontre de la part du prince de Vaudémont - gouverneur de Milan - et du cardinal d'Estrées paralyse ses efforts. Après avoir éprouvé quelques échecs, notamment en subissant un revers à la bataille de Carpi (9 juillet 1701), Catinat se trouve en disgrâce ; il est remplacé par Villeroy, qu'il seconde pour la campagne de Chiari. 

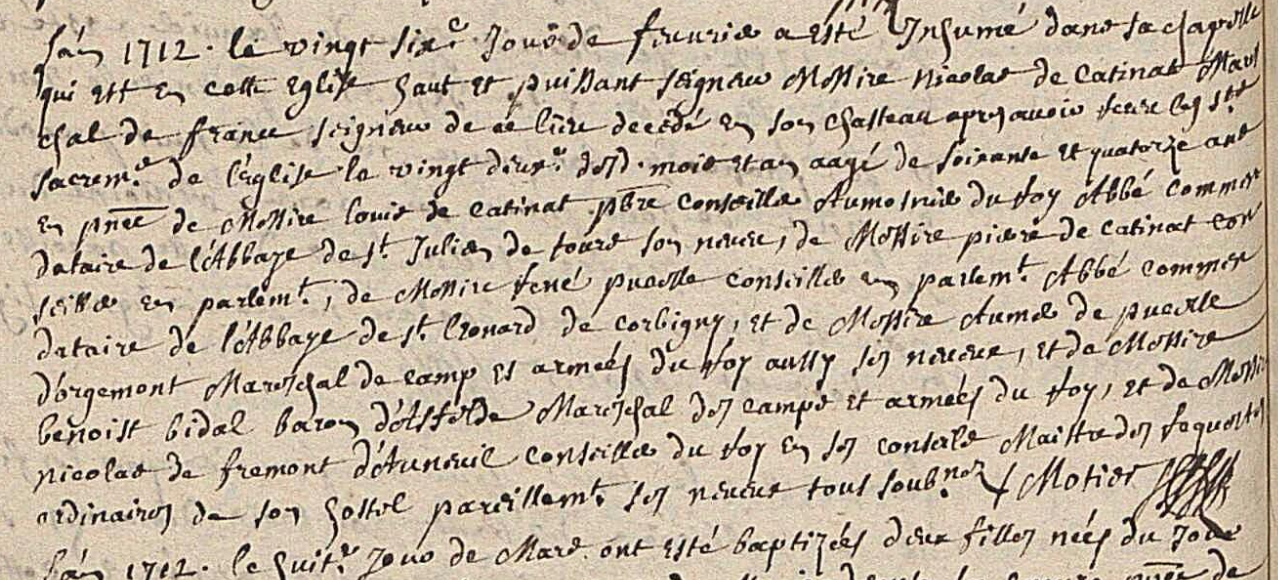
Acte de sépulture du Maréchal Nicolas de Catinat le 26 février 1712 en l'église de Saint-Gratien.

Il subit en philosophe cet injuste traitement, et vit dès lors en retrait dans son château de Saint-Gratien (près de Montmorency), fuyant la cour et s'adonnant au quiétisme. Il y meurt le 22 février 1712 muni des sacrements de l'Église et il est inhumé dans l'église Saint-Gratien du village où se trouve toujours son tombeau.

## Hommages
Le maréchal de Catinat a donné son nom à la corvette de première classe « Catinat » de la Marine française. Lancée en 1842, elle intervint en Indochine à Tourane et à Saïgon. Un croiseur protégé de 2e classe en activité de 1896 à 1910 porte également le nom de Catinat et navigue dans le Pacifique et l'Océan Indien. En 1859, il donna aussi son nom à la fameuse rue centrale de Saïgon : la rue Catinat. Le fort du Larmont supérieur dans le Doubs porte également son nom.
Il a son buste dans le parc de l'hôtel de ville de Saint-Gratien.
Un paquebot mixte portant le nom de Catinat fut exploité de 1922 à 1927 par les armateurs français Compagnie générale d'Armement puis Compagnie havraise péninsulaire, avant d'être perdu lors d'un cyclone tropical à Toamasina, Madagascar, en mars 1927.

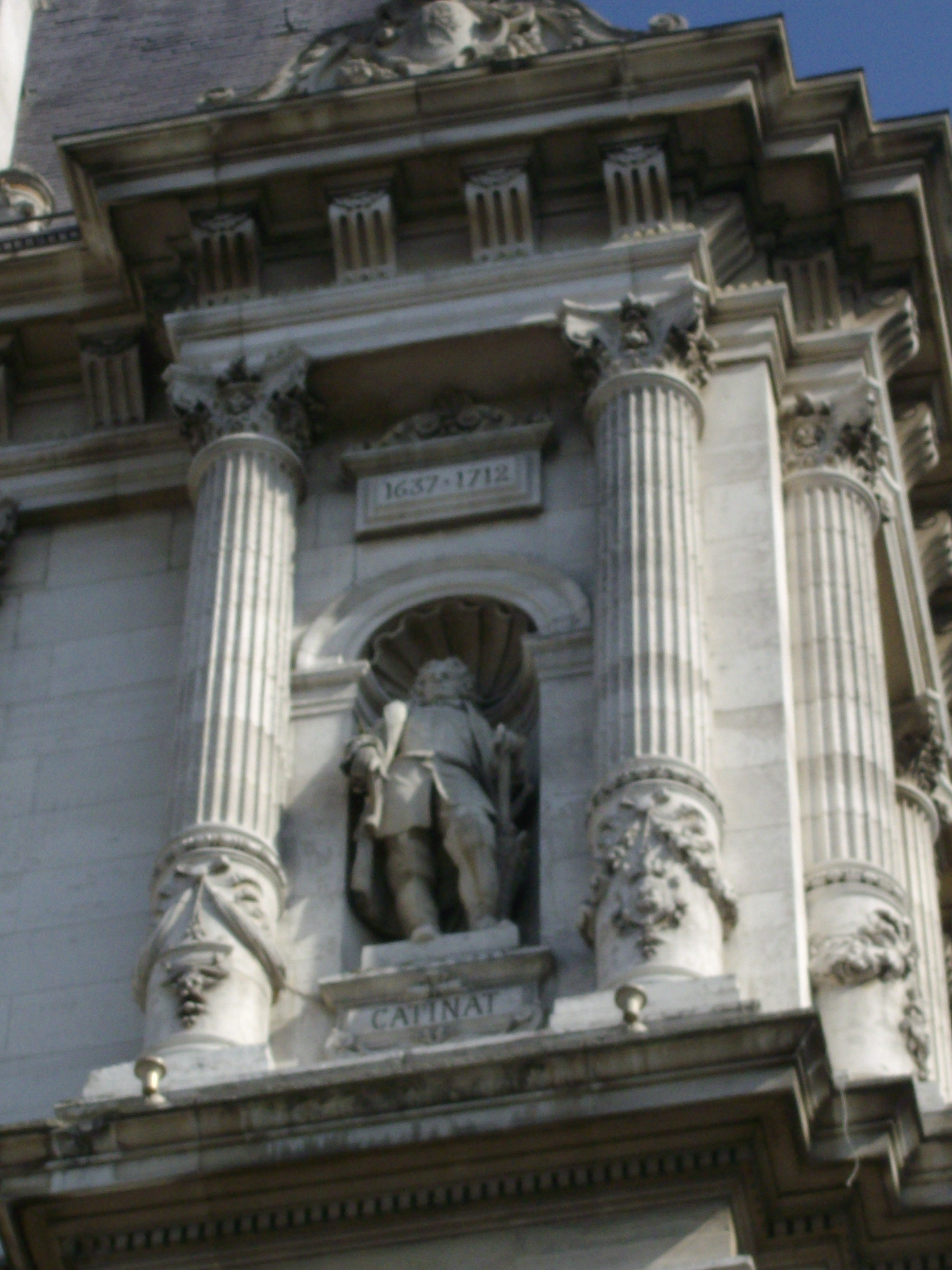
Statue de Catinat sur la façade de l'Hôtel de ville de Paris.
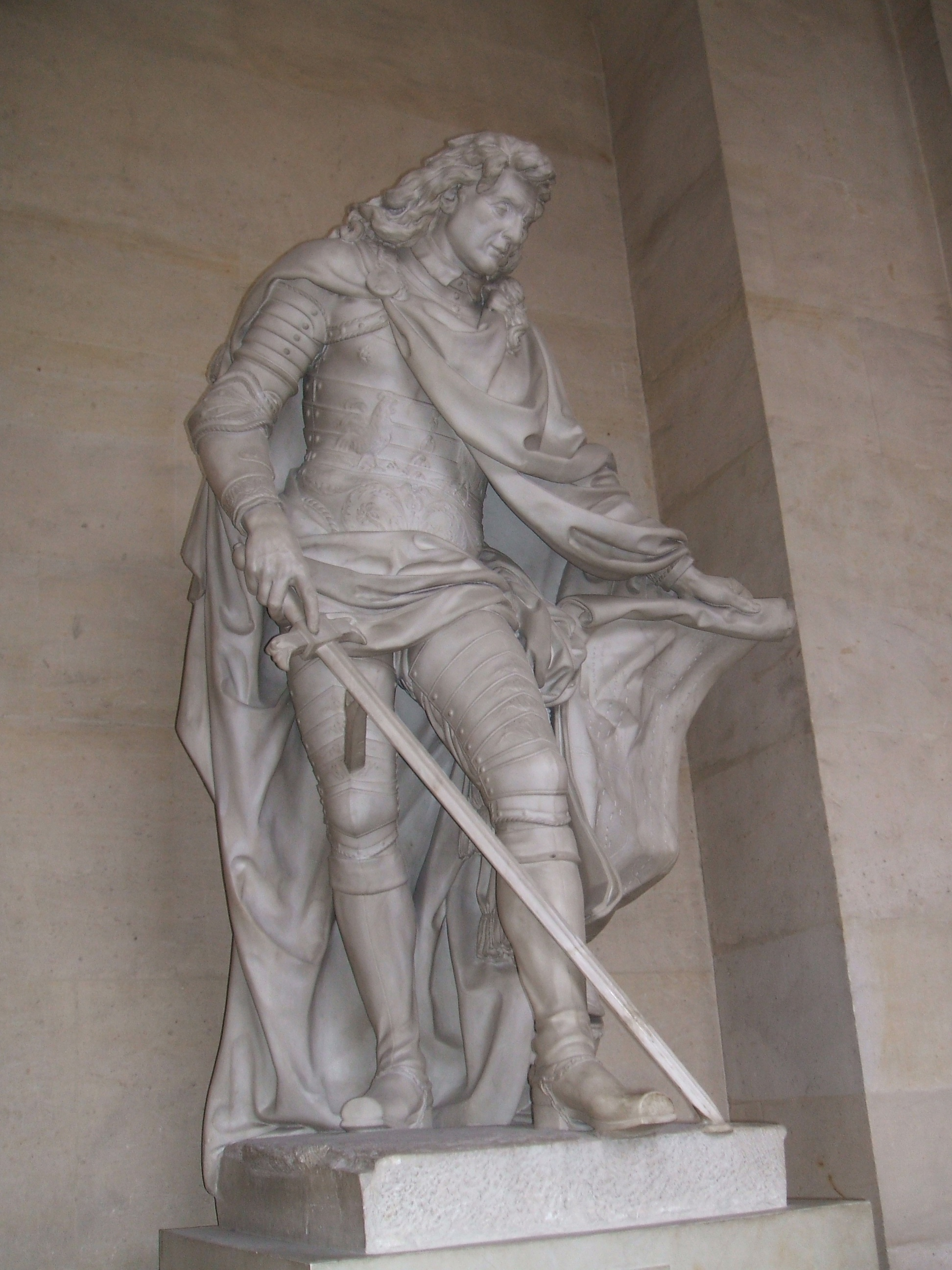
Statue de Catinat au château de Versailles.
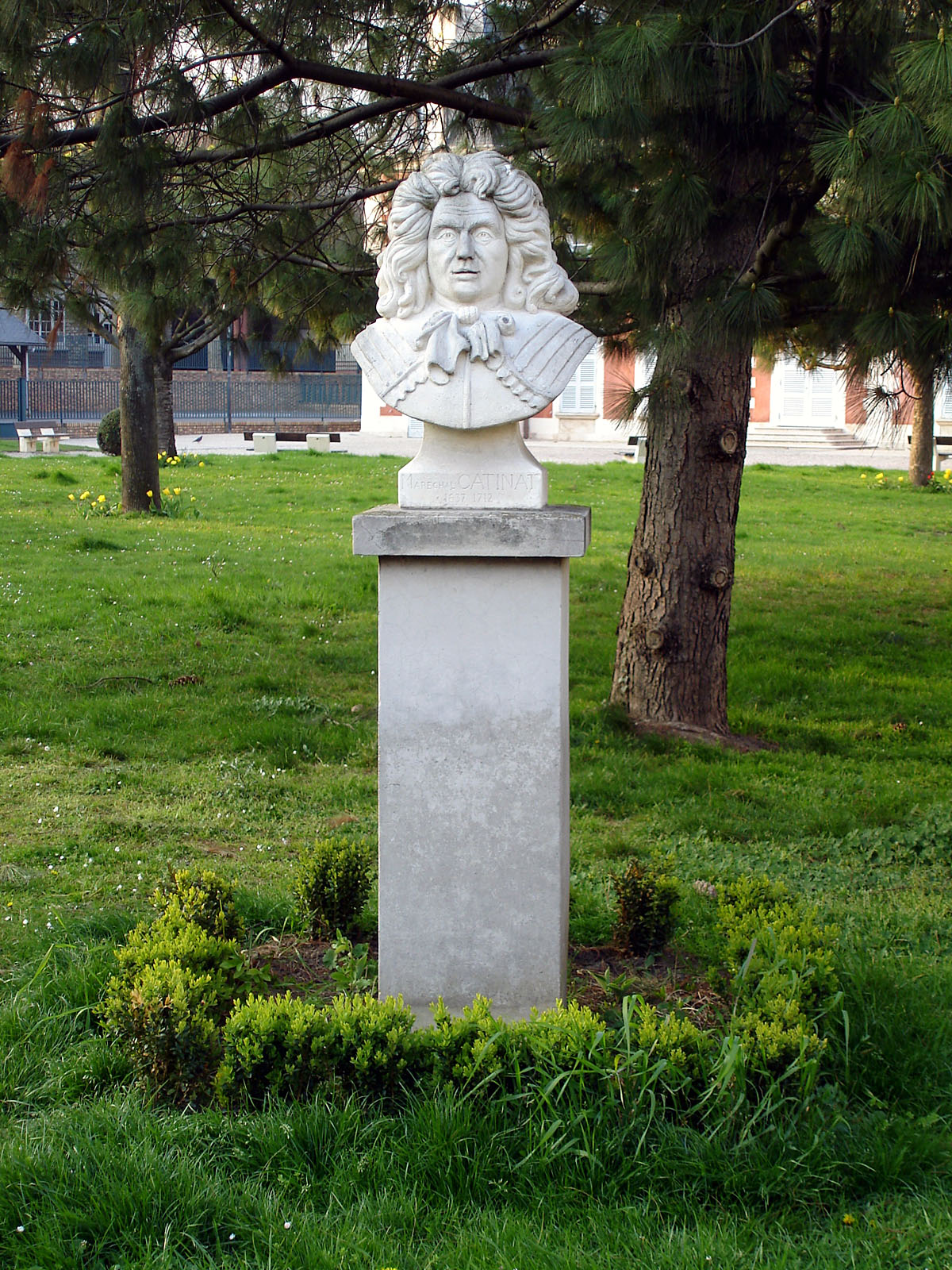
Buste de Catinat à Saint-Gratien.
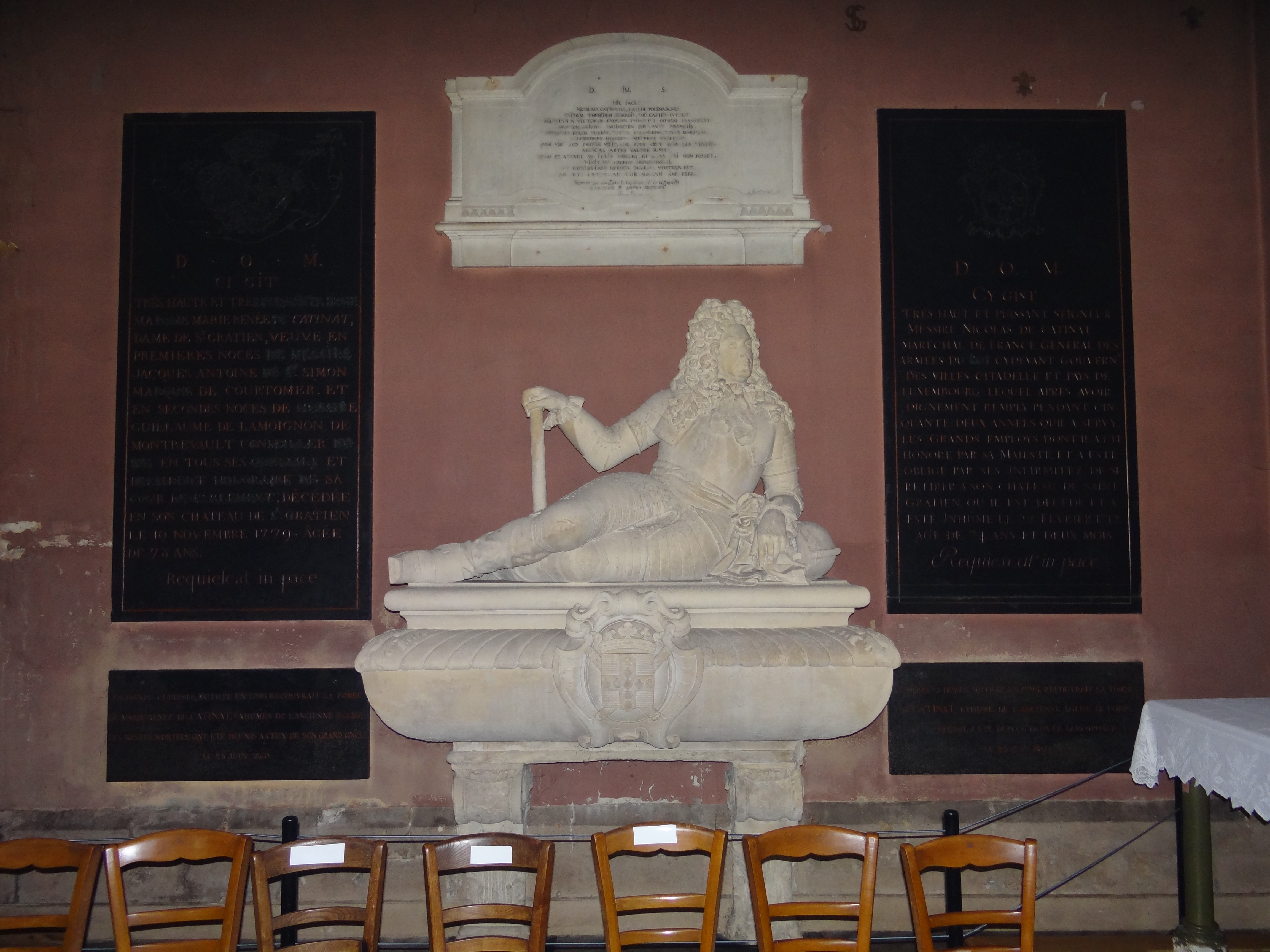
Le tombeau de Nicolas de Catinat dans l'église de Saint-Gratien (Val-d'Oise).
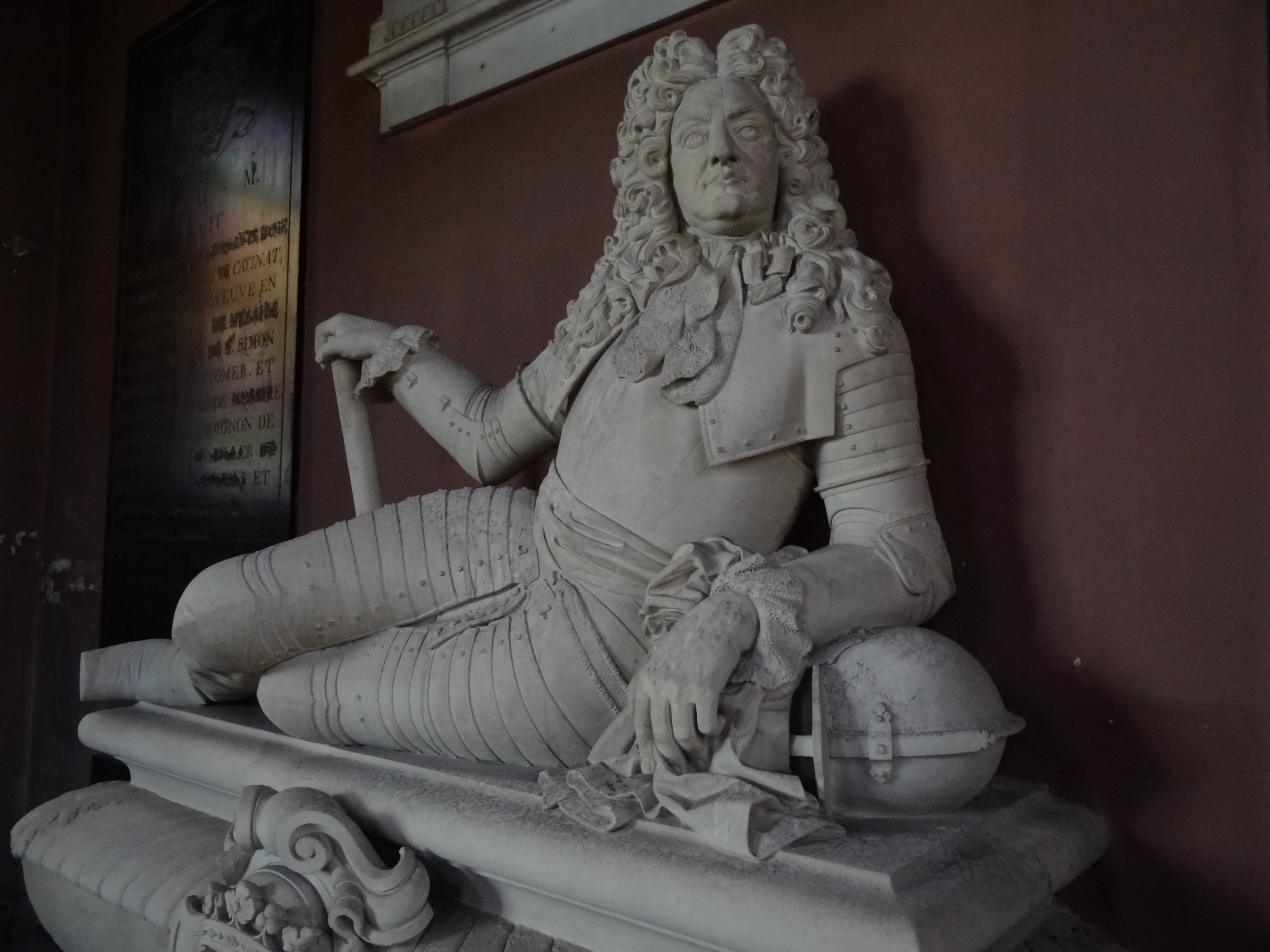
Le tombeau de Nicolas de Catinat dans l'église de Saint-Gratien (Val-d'Oise).

## Armoiries
| Figure | Blasonnement                                                      |
|        | D'argent, à une croix de gueules chargée de neuf coquilles d'or., |

## Source partielle
- Marie-Nicolas Bouillet  et Alexis Chassang (dir.), « Nicolas de Catinat » dans Dictionnaire universel d’histoire et de géographie, 1878 (lire sur Wikisource)